# St. Petrus (Jesingen)

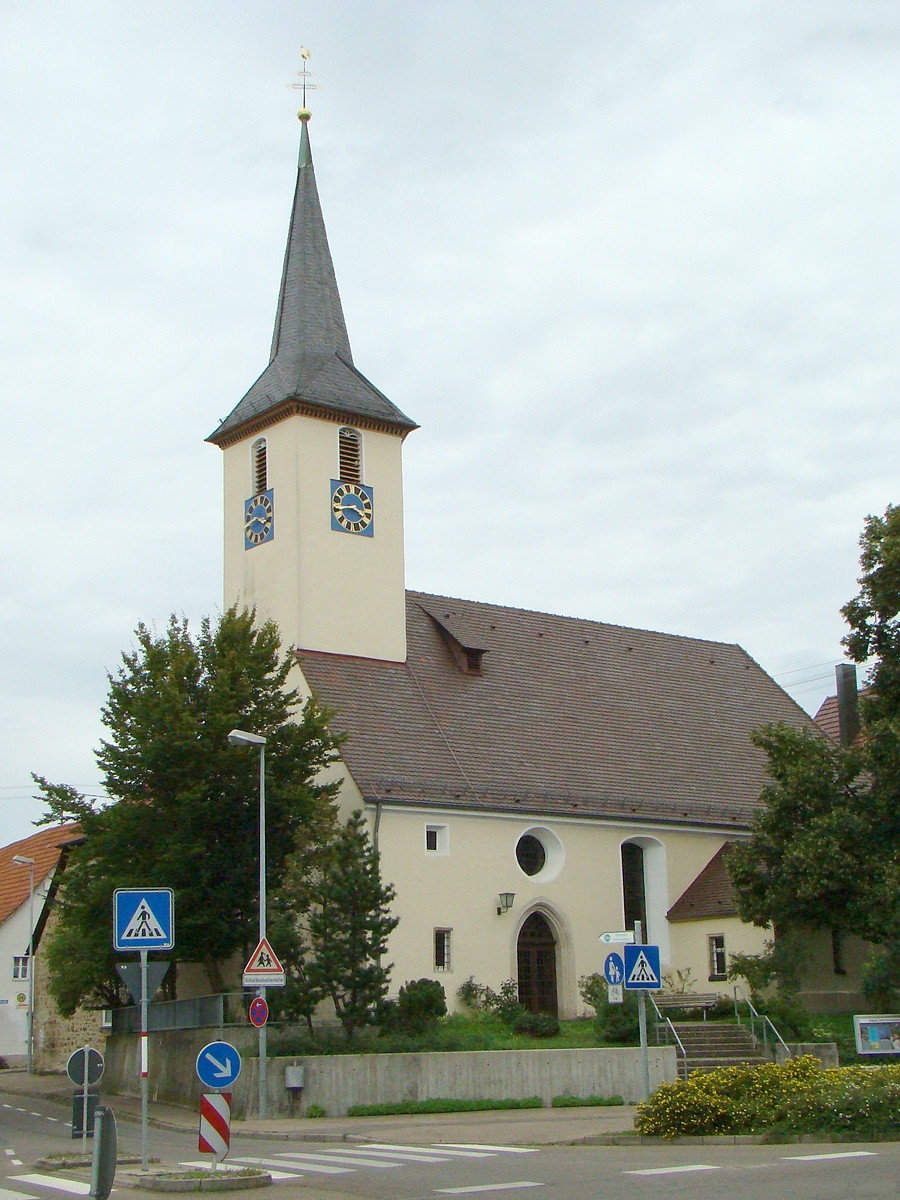
St. Petrus in Jesingen

Die evangelische Pfarrkirche St. Petrus steht in Jesingen, einem Teilort der Großen Kreisstadt Kirchheim unter Teck im Landkreis Esslingen in Baden-Württemberg. Das Bauwerk ist beim Landesamt für Denkmalpflege Baden-Württemberg als Baudenkmal eingetragen. Die Kirche gehört zum Kirchenbezirk Kirchheim unter Teck in der Evangelischen Landeskirche in Württemberg.

## Beschreibung
Die Saalkirche besteht aus einem romanischen Langhaus, aus dessen Satteldach sich im Westen seit dem frühen 19. Jahrhundert ein quadratischer Dachturm erhebt. Das oberste Geschoss des mit einem achtseitigen, schiefergedeckten Knickhelm bedeckten Turms enthält die Turmuhr und den Glockenstuhl. 
Im Innenraum des Langhauses befinden sich Wandmalereien mit Szenen aus der Passion Jesu aus dem 14. Jahrhundert, in denen des Chors wird Jesus Christus in seiner Jugend dargestellt. Die Orgel wurde 1961 von E. F. Walcker & Cie. gebaut.